# Deión
Deión (řecky Δηιονεύς, latinsky Deion) byl v řecké mytologii syn Aiola a jeho manželky Enareté. Jeho dědem byl Hellén, praotec všech Řeků.
Jeho bratry byli:
- Krétheus založil město Iólkos
- Sísyfos založil Korinth
- Salmóneus založil Salmónu
- Magnés vládl v Magnésii
- Athamás vládl v Orchomenu
- Periérés vládl v Messéně